# Golovin Bay Railway
Die Golovin Bay Railway (auch Wild Goose Railroad genannt) war eine Eisenbahngesellschaft in Alaska (Vereinigte Staaten). Sie wurde 1902 durch die Wild Goose Company gegründet und baute ab Juni des Jahres eine etwa 13 Kilometer lange Bergwerksbahn von Council City zur Goldmine Nr. 15 Ophir Creek. Sie wurde am 21. Juli 1902 fertiggestellt und am 17. August mit einem Ausflugszug mit 150 Fahrgästen eröffnet, für den eigens Güterwagen mit Sitzen ausgestattet wurden. Die Strecke hatte eine Spurweite von drei Fuß (914 mm) und wurde schon um 1906 wieder stillgelegt, da die Goldvorkommen schnell erschöpft waren.